# Oreophrynella vasquezi
Oreophrynella vasquezi és una espècie d'amfibi que viu a Veneçuela i, possiblement també, a Guaiana.